# Toyota bZ serien

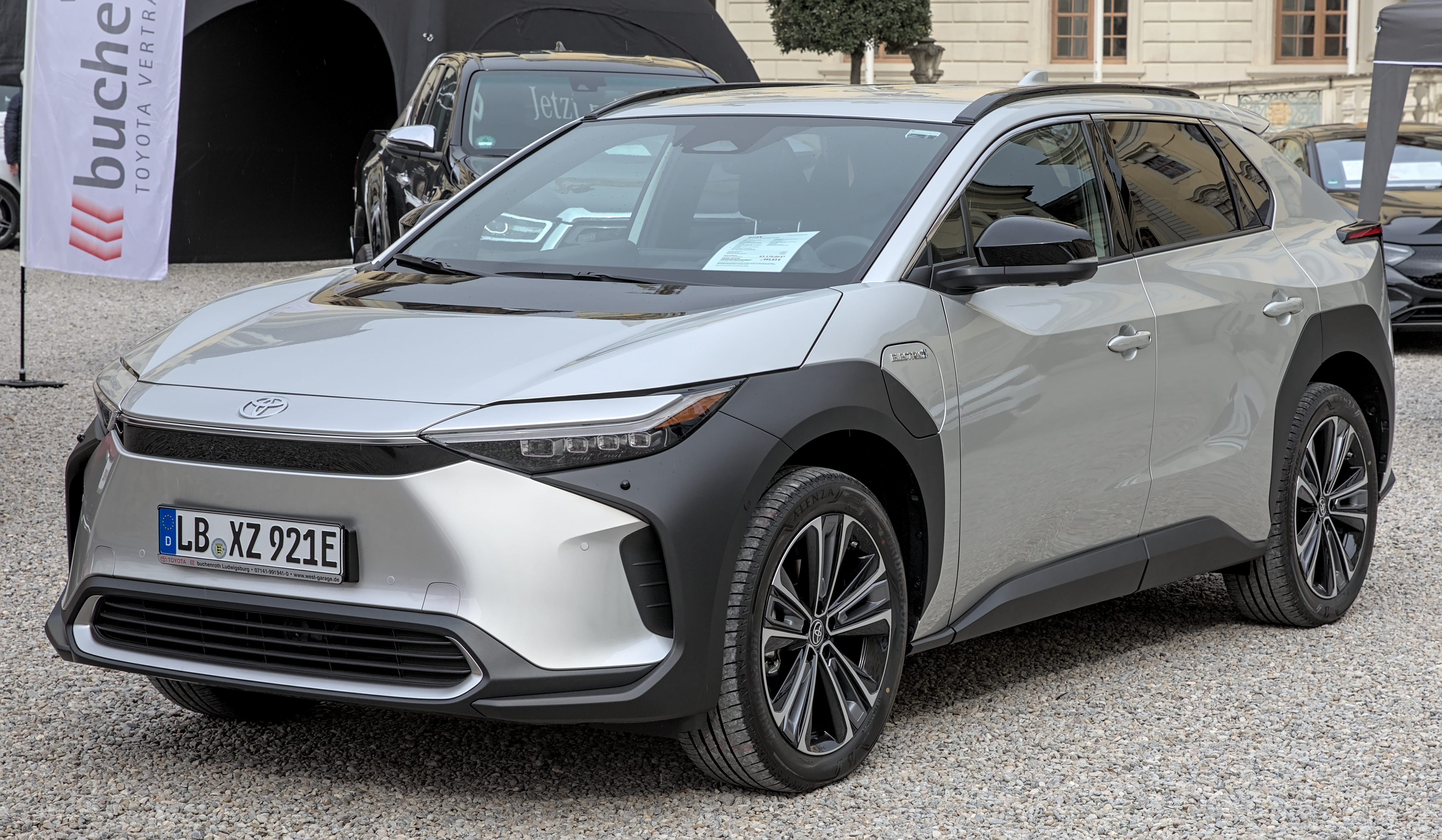
Toyota bZ4X.

Toyota bZ-serien ("beyond Zero ") är en familj av batteridrivna elfordon tillverkade av Toyota. Den introducerades i april 2021 tillsammans med bZ4X Concept. bZ-serien är en del av Toyotas plan att introducera 15 batteridrivna elfordonsmodeller år 2025, varav sju är från bZ-serien. Fordon från bZ-serien kommer att använda e-TNGA-plattformen som utvecklats tillsammans med Subaru.
Enligt Toyota är namnet "beyond Zero" avsett att förmedla önskan att ge kunderna värde som överstiger enbart "nollutsläpp". Företaget beskrev bZ-serien som ett "mänskligt centrerat" tillvägagångssätt riktat mot regioner som Kina, Nordamerika och Europa, där det finns en betydande efterfrågan på batterifordon. Dess första fordon, bZ4X, kommer att tillverkas i Japan och Kina och kommer säljas från mitten av 2022.
Patentsökningar 2020 avslöjade att Toyota har registrerat nio namnskydd under bZ-serien, som inkluderar bZ1X, bZ2, bZ2X, bZ3, bZ3X, bZ4, bZ4X, bZ5 och bZ5X. Siffrorna avser fordonens storlek eller segment, medan "X" anger att fordonet är en crossover-SUV.
Föregångare = Toyota RAV4 EV

## Konceptmodeller
I december 2021 avslöjade Toyota fyra konceptmodeller under bZ-serien bland 15 Toyotas och Lexus framtida batterielektriska modeller, nämligen bZ Compact SUV, bZ Large SUV, bZ Small Crossover och bZ SDN.